# Gabrielów (Słupia)
Gabrielów – przysiółek wsi Słupia w Polsce, położony w województwie świętokrzyskim, w powiecie koneckim, w gminie Słupia Konecka.
W latach 1975–1998 przysiółek położony był w województwie kieleckim.